# 大分市立松岡小学校
大分市立松岡小学校（おおいたしりつ まつおかしょうがっこう）は、大分県大分市大字松岡にある公立小学校である。

## 概要
100年以上の歴史を有する小学校であるが、近年、校区内に住宅団地が開発されたため児童が急増しており、2000年（平成2年）9月に197名だった児童数が2012年（平成24年）5月には889名になった。
このため、プレハブ校舎の建設で対応してきたが、2009年（平成21年）には新校舎が増築されている。なお、住宅団地内への新設校の設置を求める声もあったが、分離後の本校の生徒数激減の影響の大きさを考慮して、新校舎の増築で対応することになった。
校庭には樹齢百年を超えるクスノキがあり、学校のシンボルとなっている。

## 沿革
- 1875年（明治8年）10月6日 - 菰田の民家を仮校舎として開校。
- 1902年（明治35年）7月 - 現在地に移転。
- 1908年（明治41年）4月 - 松岡小学校に名称変更。
- 1954年（昭和29年）3月31日 - 鶴崎市への合併に伴い、鶴崎市立松岡小学校となる。
- 1963年（昭和38年）3月10日 - 大分市への合併に伴い、大分市立松岡小学校となる。
- 1975年（昭和50年）10月 5日 - 開校百周年記念式典挙行。
- 2009年（平成21年）2月5日 - 新校舎落成式挙行。

## 通学区域
公園通り1-5丁目、公園通り西1-2丁目、京が丘南1-2丁目、大字大津留、大字毛井、大字松岡

## 著名な卒業生
- 内川聖一 - プロ野球選手[4]。
- 江川侑斗 - プロ野球選手
- 後藤大到・DASSHIY -俳優・アーティスト、2017年卒業